# No Way Back/Cold Day in the Sun
Singles de Foo Fighters
Resolve
(2005) Miracle
(2006)
No Way Back/Cold Day in the Sun est le quatrième single du groupe de rock Foo Fighters issu de l'album In Your Honor sorti en 2005.

## Liste des titres
Toutes les chansons sont écrites et composées par Dave Grohl, Taylor Hawkins, Nate Mendel, Chris Shiflett.
| No | Titre                                                | Durée |
| -- | ---------------------------------------------------- | ----- |
| 1. | No Way Back                                          | 3:17  |
| 2. | Cold Day in the Sun                                  | 3:23  |
| 3. | Best of You (concert à Auckland le 26 novembre 2005) | 6:23  |

## Classements hebdomadaires
| Classement (2006)                      | Meilleure position |
| -------------------------------------- | ------------------ |
| États-Unis (Billboard Mainstream Rock) | 6                  |
| États-Unis (Billboard Modern Rock)     | 2                  |
| Royaume-Uni (UK Singles Chart)         | 64                 |
| Royaume-Uni (UK Rock Chart)            | 1                  |

## Membres du groupe lors de l'enregistrement de la chanson
- Dave Grohl - chant, guitare, batterie sur Cold Day in the Sun
- Chris Shiflett - guitare
- Nate Mendel - basse
- Taylor Hawkins - batterie, chant sur Cold Day in the Sun